# Nicola Pasella
Nicola Pasella (Sassari, 29 maggio 1816 – Sassari, 8 agosto 1896) è stato un magistrato e politico italiano.
Fra il novembre 1873 e il maggio 1877 fu sindaco di Sassari.